# Lamponidae
Famille
Les Lamponidae sont une famille d'araignées aranéomorphes.

## Distribution

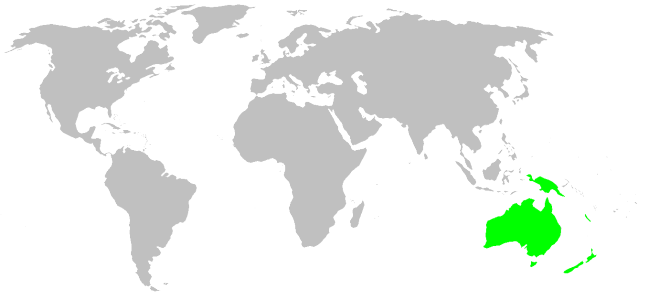
Distribution

Les espèces de cette famille se rencontrent en Océanie.

## Description

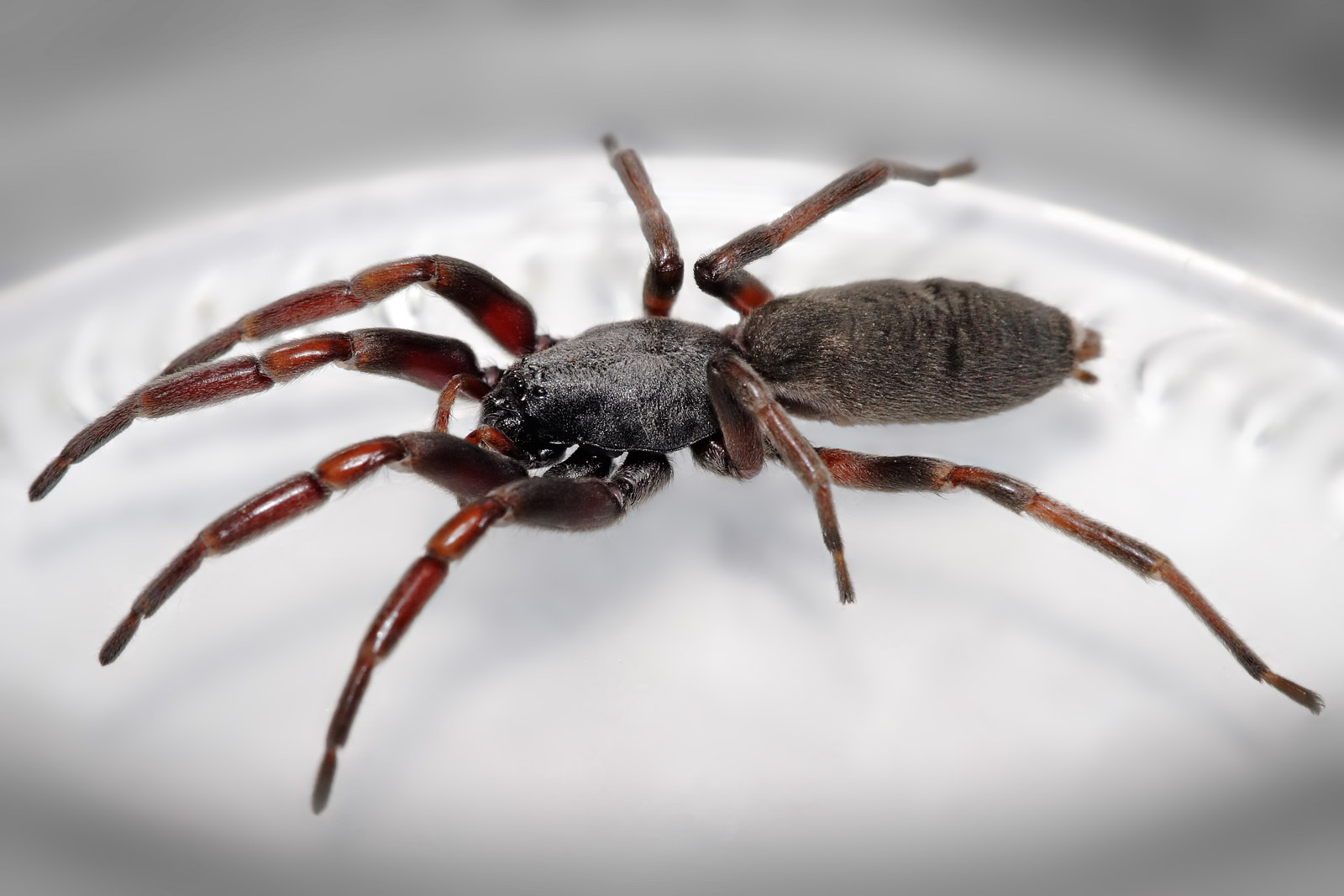
Lamponidae

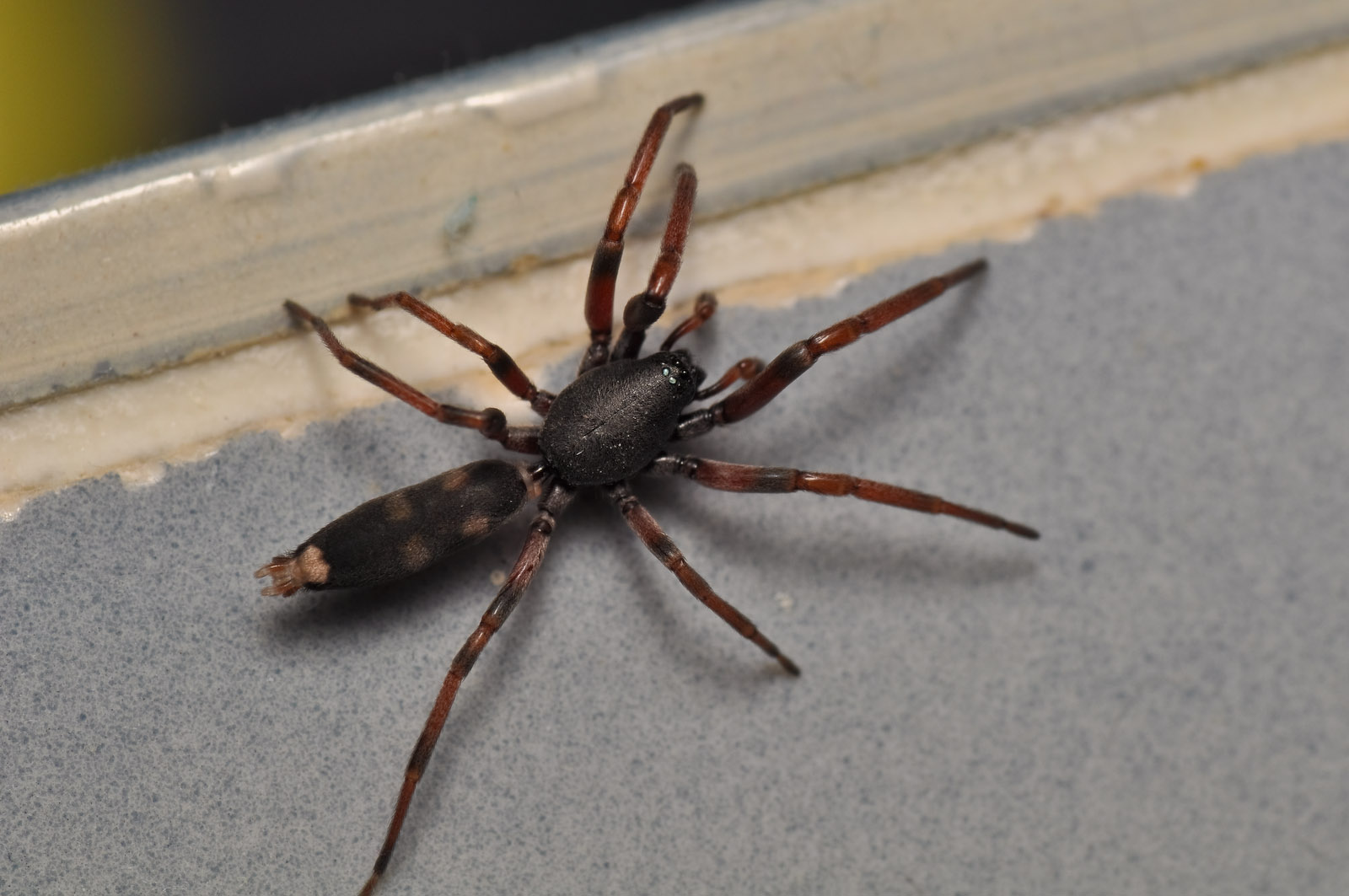
Lamponidae

## Paléontologie
Cette famille n'est pas connue à l'état fossile.

## Taxonomie
Cette famille rassemble 192 espèces dans 23 genres.

## Liste des genres
Selon World Spider Catalog (version 17.5, 24/10/2016) :
- Asadipus Simon, 1897
- Bigenditia Platnick, 2000
- Centrocalia Platnick, 2000
- Centroina Platnick, 2002
- Centrothele L. Koch, 1873
- Centsymplia Platnick, 2000
- Graycassis Platnick, 2000
- Lampona Thorell, 1869
- Lamponata Platnick, 2000
- Lamponega Platnick, 2000
- Lamponella Platnick, 2000
- Lamponicta Platnick, 2000
- Lamponina Strand, 1913
- Lamponoides Platnick, 2000
- Lamponova Platnick, 2000
- Lamponusa Platnick, 2000
- Longepi Platnick, 2000
- Notsodipus Platnick, 2000
- Paralampona Platnick, 2000
- Platylampona Platnick, 2004
- Prionosternum Dunn, 1951
- Pseudolampona Platnick, 2000
- Queenvic Platnick, 2000

## Publication originale
- Simon, 1893 : Histoire naturelle des araignées. Paris, vol. 1, p. 257-488 (texte intégral).